# Macaduma costimacula
Macaduma costimacula là một loài bướm đêm thuộc phân họ Arctiinae, họ Erebidae.